# Миколаївка (Вінницький район)
Микола́ївка — село в Україні, у Літинській селищній громаді Вінницького району (до 2020 року у Літинському районі) Вінницької області. Населення становить 466 осіб.
Миколаївка розташована на березі Згарка.

## Історія
За місцевими переказами XIX сторіччя, спочатку утворилось як слобода неподалік зруйнованого турками або татарами містечка Миколаївка.
У 1757 році збудована приходська церква святого Миколая. Будівля була дерев'яна на кам'яному фундаменті та мала три куполи.
Після третього поділу Речі Посполитої слобода опинилась у власності Каетана Росцишевського, який перейменував її на село Миколаївка.
У 1862 році засновано церковноприходську школу. Перші два роки школа була в селянській хаті, а в 1864 році парафіяни збудували для неї окреме приміщення в церковній будівлі.
На 1885 рік Миколаївка відносилась до Пиківської волості Вінницького повіту Подільської губернії.
19 липня 2020 року Миколаївка увійшла до складу Літинської територіальної громади Вінницького району. Раніше у підпорядкуванні Осолинської сільської ради.
Село належить до виборчої дільниці № 050647, яка складається власне з Миколаївки і на 31.12.2021 налічує 263 виборці. Виборча комісія розміщується в фоє сільського клуба.
На захід від села — археологічна пам'ятка України — поселення, енеоліт, трипільська культура, IV—III тис. до н. е.
12 червня 2020 року, відповідно до Розпорядження Кабінету Міністрів України № 707-р «Про визначення адміністративних центрів та затвердження територій територіальних громад Вінницької області», увійшло до складу Літинської селищної громади.
19 липня 2020 року, в результаті адміністративно-територіальної реформи та ліквідації Літинського району, село увійшло до складу Вінницького району.